# KoMaRa
KoMaRa je mezinárodní hudební uskupení, které tvoří slovenský kytarista David Kollar, americký bubeník Pat Mastelotto a italský trumpetista Paolo Raineri. Název skupiny KoMaRa pochází z prvních dvou písmen z příjmení každého z nich. Svá první vystoupení trio odehrálo v listopadu 2014 na Slovensku a v Česku. Ve dnech 18. a 19. listopadu 2014 nahrála v pražském studiu Faust své první album. To pak vydalo hudební vydavatelství Hevhetia dne 30. června 2015. Autorem obalu alba je Adam Jones, člen rockové skupiny Tool. Na vydání alba navázala série koncertů na Slovensku. Roku 2016 trio odehrálo několik vystoupení ve Spojeném království, Německu, Švýcarsku, Nizozemsku, Rakousku a Belgii jako předskokan projektu O.R.k. V roce 2025 kapela vydala své druhé studiové album, na které navázala krátkým turné po Česku a Slovensku s hostujícím Treyem Gunnem.

## Diskografie
- KoMaRa (2015)
- KoMaRa II (2025)